# Gaudenzio Godioz
Gaudenzio Godioz (26 febbraio 1968) è un ex fondista italiano.

## Biografia
In Coppa del Mondo ottenne il primo risultato di rilievo il 7 dicembre 1991 a Silver Star (47º) e il primo podio il 15 gennaio 1995 a Nové Město na Moravě (3º).
In carriera prese parte a un'edizione dei Campionati mondiali, Thunder Bay 1995 (9º nella 50 km il miglior risultato).

## Palmarès

### Coppa del Mondo
- Miglior piazzamento in classifica generale: 15º nel 1995
- 4 podi (tutti a squadre[1]):
  - 2 secondi posti
  - 2 terzi posti

### Campionati italiani
- 7 medaglie:
  - 3 argenti (staffetta nel 1990[2]; staffetta nel 1991[2]; staffetta nel 1993[2])
  - 4 bronzi (staffetta nel 1989[2]; staffetta nel 1992[2]; staffetta nel 1994[2]; 50 km nel 1999[senza fonte])